# Куликов, Андрей Александрович
Андре́й Алекса́ндрович Кулико́в (род. 19 марта 1974, Куйбышев) — советский и российский  хоккеист, защитник.

## Биография
Родился 19 марта 1974 года в Куйбышеве. Воспитанник местной хоккейной школы. Игровую карьеру начал в нижегородском «Торпедо», выступавшем в 1991—1994 годах в чемпионате СНГ и Межнациональной хоккейной лиге. В 1994 году вернулся в Самару, в клуб МХЛ ЦСК ВВС. После 1997 года играл в клубах второго дивизиона российского чемпионата: заволжском «Моторе» (1997/2002 годы, в сезоне 1999/2000 вызывался в клуб Суперлиги «Липецк», в сезоне 2000/2001 в «Торпедо» (Нижний Новгород), клуб клубе второго российского дивизиона, одновременно получая вызов в клубы высшего дивизиона «Липецк» и «Торпедо»), лениногорском «Нефтянике» (сезон 2002/2003), кирово-чепецкой «Олимпии» (сезон 2003/2004), клубах «Белгород» (сезон 2004/2005) и «Липецк» (сезон 2004/2005).
После завершения игровой карьеры - тренер детских хоккейных команд в Самаре, команды Ночной хоккейной лиги «Дрим-тим».